# Sporobolus viscidus
Sporobolus viscidus là một loài thực vật có hoa trong họ Hòa thảo. Loài này được Sohns miêu tả khoa học đầu tiên năm 1957.